# Blue and Red
A Blue and Red (magyarul: Kék és vörös) a szlovén ManuElla dala, mellyel Szlovéniát képviselte a 2016-os Eurovíziós Dalfesztiválon, Stockholmban. A dal a Radiotelevizija Slovenija által szervezett nemzeti döntőben nyerte el az eurovíziós indulás jogát 2016. február 27-én.

## Eurovíziós Dalfesztivál
A dalt az Eurovíziós Dalfesztiválon a május 12-i második elődöntőben adta elő, fellépési sorrendben tizenegyedikként az Ausztráliát képviselő Dami Im Sound of Silence című dala után, és a Bulgáriát képviselő Poli Genova If Love Was a Crime című dala előtt. Az elődöntőben a tizennegyedik helyen végzett, így nem jutott tovább a május 14-i döntőbe.
A következő szlovén induló Omar Naber On My Way című dala volt a 2017-es Eurovíziós Dalfesztiválon.